# Oakley (Idaho)
Oakley és una població dels Estats Units a l'estat d'Idaho. Segons el cens del 2000 tenia 668 habitants.

## Demografia
Segons el cens del 2000, Oakley tenia 668 habitants, 226 habitatges, i 166 famílies. La densitat de població era de 64,6 habitants/km².
Dels 226 habitatges en un 39,8% hi vivien nens de menys de 18 anys, en un 62,4% hi vivien parelles casades, en un 7,5% dones solteres, i en un 26,5% no eren unitats familiars. En el 26,1% dels habitatges hi vivien persones soles el 16,8% de les quals corresponia a persones de 65 anys o més que vivien soles. El nombre mitjà de persones vivint en cada habitatge era de 2,93 i el nombre mitjà de persones que vivien en cada família era de 3,6.
Per edats la població es repartia de la següent manera: un 33,8% tenia menys de 18 anys, un 7,6% entre 18 i 24, un 20,5% entre 25 i 44, un 21,9% de 45 a 60 i un 16,2% 65 anys o més.
L'edat mediana era de 36 anys. Per cada 100 dones de 18 o més anys hi havia 93 homes.
La renda mediana per habitatge era de 29.643 $ i la renda mediana per família de 34.792 $. Els homes tenien una renda mediana de 27.083 $ mentre que les dones 16.667 $. La renda per capita de la població era de 13.983 $. Aproximadament el 9,1% de les famílies i el 14,7% de la població estaven per davall del llindar de pobresa.

## Poblacions més properes
El següent diagrama mostra les poblacions més properes.